# 山都村
山都村（やまとむら）は福島県耶麻郡にあった村。現在の喜多方市山都町（山都町以下は付かない）にあたる。2006年まで存在した山都町は1950年に新設合併で誕生したもので、本村とは別の自治体である。

## 地理
- 山：堂峰山
- 河川：阿賀川、一ノ戸川

## 歴史
- 1889年（明治22年）4月1日 - 町村制の施行により山都村が単独で自治体を形成。
- 1950年（昭和25年）4月1日 - 小川村・木幡村と合併して山都町が発足。同日山都村廃止。

## 交通
- 日本国有鉄道
  - 磐越西線
    - 山都駅